# Thomas Bangalter

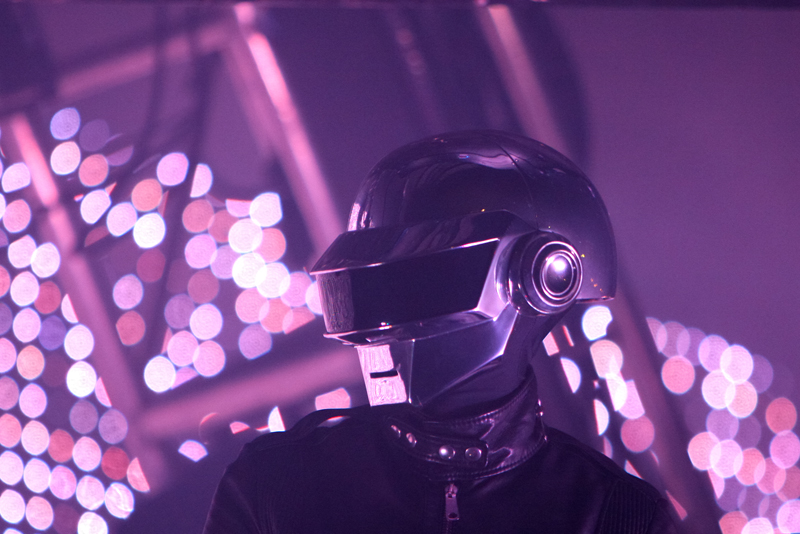
Thomas Bangalter (2007)

Thomas Bangalter (* 3. Januar 1975 in Paris) ist ein französischer Musiker. Er bildete zusammen mit Guy-Manuel de Homem-Christo bis zur Auflösung am 22. Februar 2021 die Gruppe Daft Punk.

## Leben und Karriere
Thomas Bangalter ist der Sohn von Daniel Bangalter (Künstlername Daniel Vangarde), dem Manager von Ottawan und Komponist von Hits wie D.I.S.C.O. Thomas Bangalter prägte vor allem in den späten 1990er-Jahren sowohl solo als auch mit Daft Punk die House-Szene (siehe auch French House). In Paris betreibt er das French-House-Label Roulé, auf dem u. a. Musikerkollegen wie DJ Falcon und Alan Braxe ihre Songs veröffentlichen.
Unter dem Pseudonym Stardust produzierte er mit Music Sounds Better With You die meistverkaufte Platte der elektronischen Musik und machte gleichzeitig den French Filter House bekannt.
2002 komponierte er die Filmmusik für den wegen seiner Sex- und Gewaltszenen sehr umstrittenen Film Irreversibel. Bangalter überraschte mit einer modernen Überarbeitung der Sinfonie Nr. 7 A-Dur op. 92 von Ludwig van Beethoven. Er nutzte die moderne Technik, um am Computer die Prägnanz in der Lautstärke und die Bearbeitung von Höhen und Tiefen des klassischen Stückes hervorzuheben. Des Weiteren schrieb er die Filmmusik zu Gaspar Noés Film Enter the Void.
Thomas Bangalter wohnt mit seinen Söhnen und seiner Freundin, der französischen Schauspielerin Élodie Bouchez, in Los Angeles.

## Filmmusik
- 2002: Irreversibel (Irréversible)
- 2009: Enter the Void
- 2010: Tron: Legacy
- 2022: Das Leben ein Tanz (En corps)
- 2023: Daaaaaali!